# Plagioscelis daedalus
Plagioscelis daedalus är en skalbaggsart som först beskrevs av Lewis 1891.  Plagioscelis daedalus ingår i släktet Plagioscelis och familjen stumpbaggar. Inga underarter finns listade i Catalogue of Life.